# Sân bay São Jorge
Sân bay São Jorge (tiếng Bồ Đào Nha: Aérodromo de São Jorge) là sân bay ở đảo São Jorge ở Açores (IATA: SJZ, ICAO: LPSJ). Đường băng sân bay này dài 1374 m bề mặt nhựa đường.

## Các tuyến bay thường lệ
Hiện có các hãng và tuyến bay sau ở sân bay này:
- SATA Air Acores (Terceira)